# Boleslau da Suécia
Boleslau, nascido em meados do século XII, foi um príncipe da Suécia. Era Filho de Suérquero e de Riquilda da Polônia. Seu nome Boleslau, vem do nome de seu avô, Boleslau III da Polônia.Além da sua filiação, sabe-se muito pouco sobre ele. Em Gotalândia Ocidental é mencionado Burisleph könung (Rei Boleslau) e seu nome desaparece da história em 1172.
Pelo que parece, Boleslau foi coroado rei na Gotalândia Oriental, em oposição a Canuto I Governaria apenas essa província, juntamente com o seu meio-irmão Kol. Ambos os irmãos foram inimigos de Canuto I e aspiravam a uma Suécia Unida.